# 彼得·希格斯
彼得·韋爾·希格斯，CH，FRS，FRSE（英語：Peter Ware Higgs，1929年5月29日—2024年4月8日），英國理論物理學家，愛丁堡大學榮譽退休教授，他以希格斯機制與希格斯粒子而聞名於世。彼得·希格斯出生在英格蘭泰恩河畔纽卡斯尔，他在1960年畢業於倫敦國王學院，1960年到1996年期間曾在愛丁堡大學任教。
2012年7月4日，CERN宣布LHC的緊湊緲子線圈探测到质量为125.3±0.6GeV的新粒子（超過背景期望值4.9个标准差），超環面儀器测量到质量为126.5GeV的新粒子。而在2013年3月14日，歐洲核子研究組織發佈新聞稿表示，先前探測到的新粒子是希格斯玻色子。希格斯機制廣泛被視為粒子物理學標準模型的重要理論基礎。
彼得·希格斯獲得過許多獎項，包括1997年獲得狄拉克獎章及英國物理學會理論物理傑出貢獻獎、2004年獲得沃爾夫物理學獎和2010年榮獲櫻井獎。
2013年，因為「次原子粒子質量的生成機制理論，促進了人類對這方面的理解，近來經歐洲核子研究組織屬下大型強子對撞機的超環面儀器及緊湊緲子線圈探測器所發現基本粒子而獲得證實」，希格斯與弗朗索瓦·恩格勒共同獲授諾貝爾物理學獎。

## 生涯
彼得·希格斯出生在英格蘭泰恩河畔纽卡斯尔，父親曾在BBC擔任聲音工程師。希格斯童年時患有氣喘，後來因為父親工作的緣故，全家在第二次世界大戰期間搬離泰恩河畔纽卡斯尔，他也因此沒有繼續在學校接受教育。希格斯的父親後來居住在貝德福德，希格斯與母親則留在布里斯托。他後來進入可安文法學校就讀，並受到校友保羅·狄拉克在物理方面的影響。
他在17歲時進入倫敦市学校就讀，專研數學。彼得·希格斯後來獲得倫敦國王學院物理學位，並成為愛丁堡大學研究員，也曾在倫敦帝國學院及倫敦大學學院任職。希格斯在1960年返回愛丁堡大學擔任講師，然後在1980年成為愛丁堡大學教授。他在1983年成為英國皇家學會會員，並在1984年獲得拉塞福獎。希格斯在1991年成為英國物理學會會員，然後在1996年成為愛丁堡大學荣誉退休教授。为纪念希格斯对学校物理系做出的贡献，爱丁堡大学设立的新的理论物理研究所以他命名（Higgs Centre for Theoretical Physics）。

## 研究
希格斯在愛丁堡大學期間首先對質量研究感興趣，並逐漸發展出希格斯場理論。因為希格斯場遍佈於宇宙中，某些帶質量的基本粒子與希格斯場相互作用而獲得其質量，而相互作用的副產品為希格斯玻色子。
希格斯機制的起始原先來自於芝加哥大學日本物理系教授南部陽一郎，他發現亞原子物理學的自發對稱性破缺機制，提出南部-戈德斯通定理，認為連續對稱性被自發破缺後必存在額外的零質量玻色子，稱為戈德斯通玻色子。1963年，菲利普·安德森發表論文指出，類似戈德斯通玻色子的準粒子也可以在其它物理學領域找到，他猜測，對於相對論性模型，假若正確應用規範不變性理論，戈德斯通玻色子問題應該可以迎刃而解。
希格斯在1964年於蘇格蘭高地健行時突然獲得靈感，隨後在美國物理學會《物理快報》發表論文解決南部-戈德斯通定理留下的難題。希格斯在論文中提出希格斯機制理論，但是遭到《物理快報》退回。於是他將論文轉投到《物理評論快報》，同時有另外五位科學家也獲得相同的結論，包括弗朗索瓦·恩格勒、羅伯特·布繞特、傑拉德·古拉尼、卡爾·哈庚和湯姆·基博爾。這六位物理學者分別發表的三篇論文在《物理評論快報》50周年慶祝文獻中被公認為里程碑論文。
2011年底，大型強子對撞機的兩個實驗分別獨立在質量為125GeV/c²附近，偵測到希格斯玻色子可能出現過的跡象。2012年7月，CERN宣布發現新玻色子，符合希格斯玻色子的質量與性質。
2013年3月14日，歐洲核子研究組織發佈新聞稿表示，先前探測到的新粒子是希格斯玻色子。

## 家庭
彼得·希格斯育有兩個兒子，克里斯是電腦科學家而喬尼則是爵士音樂家。他也有兩個孫子，全都住在愛丁堡。

## 參閱
- 希格斯玻色子的探索歷史
- 南部陽一郎

## 外部連結
- Higgs Centre for Theoretical Physics （页面存档备份，存于）
- Google Scholar （页面存档备份，存于） List of Papers by PW Higgs
- BBC profile of Peter Higgs （页面存档备份，存于）
- A photograph of Peter Higgs, Photographs of Peter Higgs, June 2008 （页面存档备份，存于）
- The god of small things （页面存档备份，存于） - An interview with Peter Higgs in The Guardian
- Peter Higgs: the man behind the boson （页面存档备份，存于） - An article in the PhysicsWeb about Peter Higgs
- Higgs v Hawking: a battle of the heavyweights that has shaken the world of theoretical physics - An article on the debate between Peter Higgs and Stephen Hawking about the existence of the Higgs boson
- My Life as a Boson - A Lecture by Peter Higgs available in various formats
- blog of an interview （页面存档备份，存于）
- Physical Review Letters - 50th Anniversary Milestone Papers Archive.today的存檔，存档日期2010-01-10
- In CERN Courier, Steven Weinberg reflects on spontaneous symmetry breaking（页面存档备份，存于）
- Physics World, Introducing the little Higgs （页面存档备份，存于）
- Englert-Brout-Higgs-Guralnik-Hagen-Kibble Mechanism on Scholarpedia （页面存档备份，存于）
- History of Englert-Brout-Higgs-Guralnik-Hagen-Kibble Mechanism on Scholarpedia （页面存档备份，存于）
- Sakurai Prize Videos （页面存档备份，存于）
- （页面存档备份，存于） interview with Professor Higgs when he received the Edinburgh Award 2011.